# Dirección (automóvil)

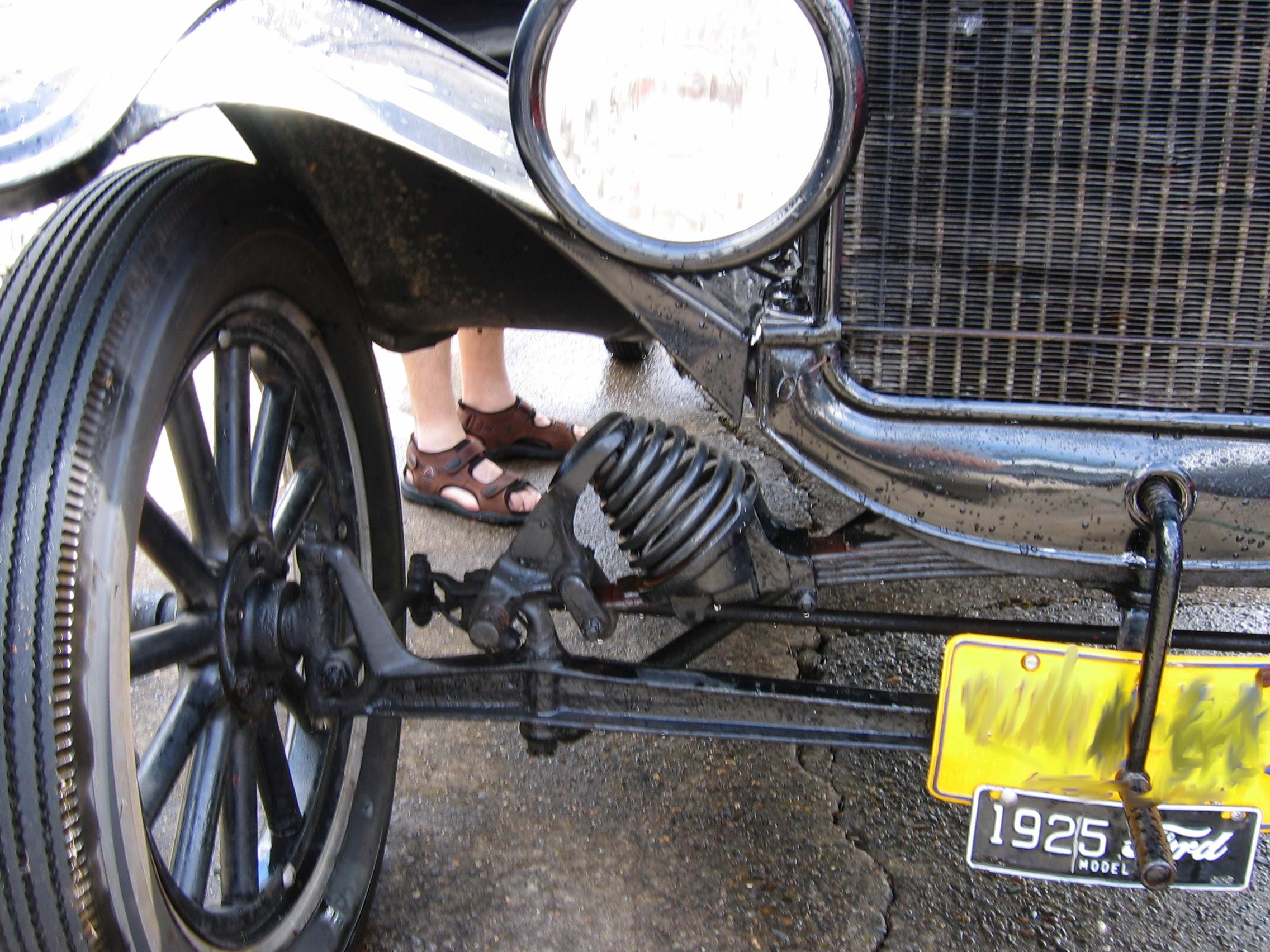
Detalle del mecanismo de dirección de un Ford T de 1925

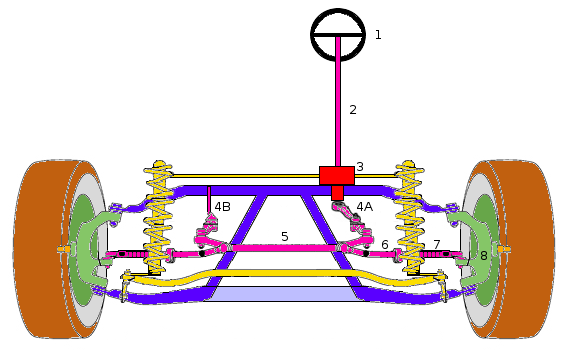
Esquema de un sistema de dirección tipo Ackerman. (1:Volante; 2: Columna de dirección; 3: Engranaje de la dirección; 4A: Brazo de mando; 4B: Brazo tensor; 5: Tirante central; 6: Tirante interno; 7: Mangueta de ajuste; 8: Brazos de los tirantes)

La dirección es el conjunto de órganos que permiten a cualquier vehículo variar su trayectoria para seguir el rumbo deseado. Para esta finalidad en general o en la mayoría de casos los sistemas de dirección utilizan las ruedas del vehículo, bien modificando su orientación (como en un automóvil), disminuyendo el perímetro de su circunferencia (como en una motocicleta al inclinarse apoyándose en el hombro del neumático), o mediante el giro diferencial (como en sillas de ruedas o vehículos oruga, donde el cambio de dirección se produce por la diferente velocidad de giro de las ruedas de uno y otro lado). Una excepción es el caso del ferrocarril, en el que la dirección es controlada por medio de raíles y desvíos. La función primaria de todo sistema de dirección es permitir al conductor guiar el vehículo.
En los vehículos con sistemas de dirección basados en el cambio de orientación de las ruedas, el giro se produce porque al actuar sobre el volante o manillar, el conductor cambia el ángulo de deriva lateral -ángulo entre el plano de la rueda y la trayectoria de la rueda- de las ruedas directrices. La fuerza creada entre la carretera y el eje de giro hace girar el vehículo.

## Historia

### Ruedas,ejesybujes
La historia de la dirección discurre paralela a la invención de la rueda y su aplicación al transporte.

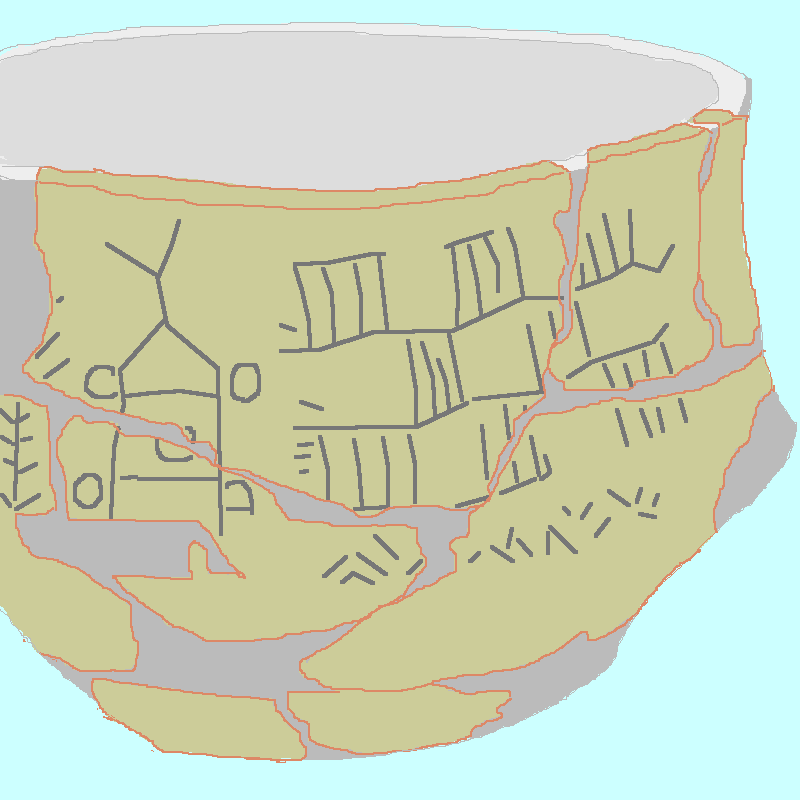
dibujo de la Olla de Bronocice, primera representación de un carro

En la naturaleza no existen ruedas y de hecho muchas civilizaciones -como las mesoamericanas- nunca llegaron a utilizarlas como medio de transporte pese a conocer sus fundamentos. 
Una posible razón está en el aumento de efectividad asociado al empleo de elementos rotatorios frente a los deslizantes o a cargar directamente el animal. Los animales de tiro disponibles en la Eurasia de la edad de bronce -onagros, pequeños caballos o uros- no eran adecuados para su monta, sin embargo gracias al grado de doma alcanzado y a lo favorable del terreno, el uso de carros aumentaba exponencialmente su efectividad. 
Por el contrario, en sociedades en las que los animales disponibles son adecuados para la monta -elefantes o dromedarios-, están insuficientemente domesticados -llamas- o el terreno es desfavorable -selvas o desiertos-, esta ventaja es marginal.  
Pese a sus ventajas, la invención de la rueda fue proceso tardío. La razón está en la necesidad de contar con una industria del metal lo suficientemente desarrollada para permitir su manufactura. Si bien es conocido el uso que algunas sociedades hicieron de dispositivos rotatorios -como por ejemplo las hileras de troncos dispuestos bajo una nave para facilitar su botadura- el proceso hacia la invención de la rueda y el eje no es obvio. La viabilidad del transporte rodado depende de la gestión de la fricción y la de torsión a la que somenten los ejes y de la fabricación de componentes fiables para su fijación al carro y a las ruedas, lo que requiere un determinado grado de desarrollo tecnológico
Las primeras ruedas conocidas no se aplicaron al transporte sino a la alfarería. Se trata de las ruedas mesopotámicas o tornos de alfarero, precedentes del torno, una de las máquinas simples conocidas en la antigüedad. El torno de alfarero requiere que la rueda o disco de inercia se acople solidariamente a un cilindro que pueda girar libremente en torno a su eje, para lo que previamente debieron resolverse los problemas de la fricción y la fijación a la mesa de trabajo, los primeros ejemplos datan del 3800 A.C. 
Trescientos años después aparecen en Mesopotamia conjuntos de rueda y eje solidario cuyo uso parece estar destinado al transporte, probablemente para soportar directamente una mesa de transporte sujeta con bandas de cuero.
La primera representación de un carro con ruedas es casi simultánea, se trata de la Olla de Bronocice -actual Polonia-, lo que hace pensar en una rápida difusión de la rueda por las estepas europeas. En la cerámica aparece un carro de dos ejes con un tipo primitivo de yugo, antecedente del primer sistema de dirección. En el mismo emplazamiento se encontraron restos de uros cuyos cuernos mostraban el desgaste propio de haber sido utilizados para la fijación con cuerdas al yugo.
A medida que la rueda se expande por las planicies de Eurasia, comienza la dispersión entre las culturas que utilizan el conjunto de rueda y eje rotatorio mesopotámico -conocidas como ruedas alpinas por hallarse en torno a los Sitios palafíticos prehistóricos de los Alpes, como las ruedas de Pressehaus o de Ljubljana-, de aquellas que utilizan ejes fijados al carro y ruedas con "cubo", -nave en inglés-, algún tipo de receptáculo en el centro de la rueda en el que se alojaba el extremo de un eje no rotatorio -como la rueda de Ubbena  de la Cultura de Baden (Países Bajos)-. 
En el primer caso el carro descansaba directamente sobre los ejes rotatorios, inicialmente asegurados mediante algún mecanismo para evitar su desplazamiento longitudinal, que con el tiempo derivó en un sistema de fijación por los extremos. Este diseño genera mayor resistencia y obliga a utilizar un eje pesado y robusto para soportar la demanda de torsión derivada del giro solidario de las ruedas. A cambio es duradero y mucho más fácil de fabricar, por lo que su diseño básico se ha mantenido hasta la actualidad. Se utilizó en carros de dos ejes, en los que el conductor caminaba junto al animal de tiro al que dirigía con cuerdas.    
Las ruedas con cubos por su parte son un modelo más eficiente, pero el cálculo de las proporciones entre la rueda, el cubo y el eje requiere un cierto grado de especialización, mientras que la manufactura de los extremos del eje y de los cubos es más difícil y las cargas a transportar menores. La complejidad deriva de la relación de apalancamiento entre los diámetros de la rueda y el cubo, pues la resistencia generada por el cubo dependerá de la superficie en contacto con el extremo del eje. El tipo más primitivo de cubo, un simple receptáculo pulido en el centro de la rueda, genera muy poca resistencia pero es extremadamente frágil, modelo que evoluciona hasta cubos desmontables, cilindros de gran diámetro y anchura cuya resistencia solo podía vencerse con ruedas muy grandes y por tanto pesadas. El equilibrio hasta la aparición de los bujes con cojinetes favoreció su utilización en carros rápidos de un solo eje, en los que el conductor podía ir subido.

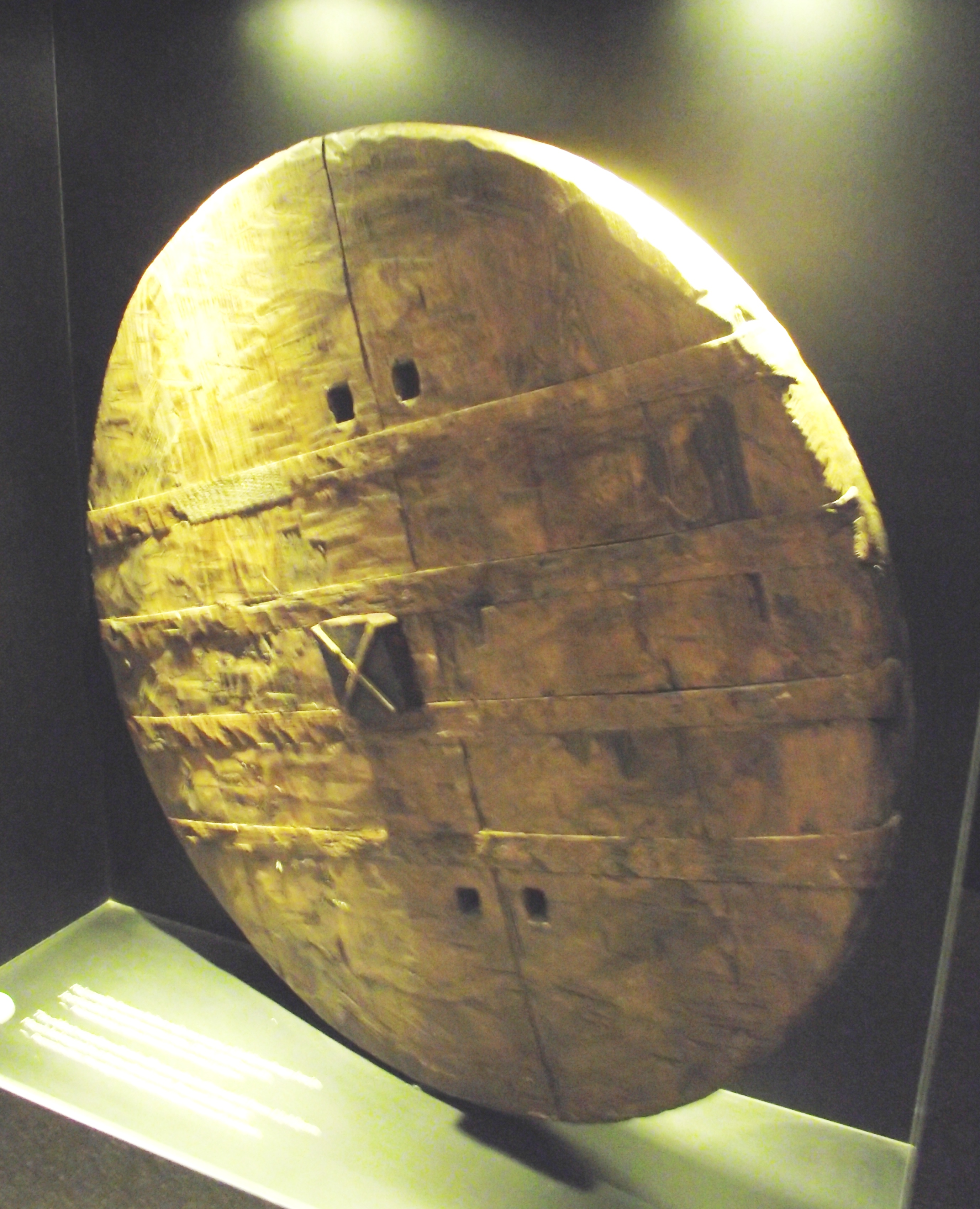
Reproducción de la rueda de Ljubljana 3150 AC.
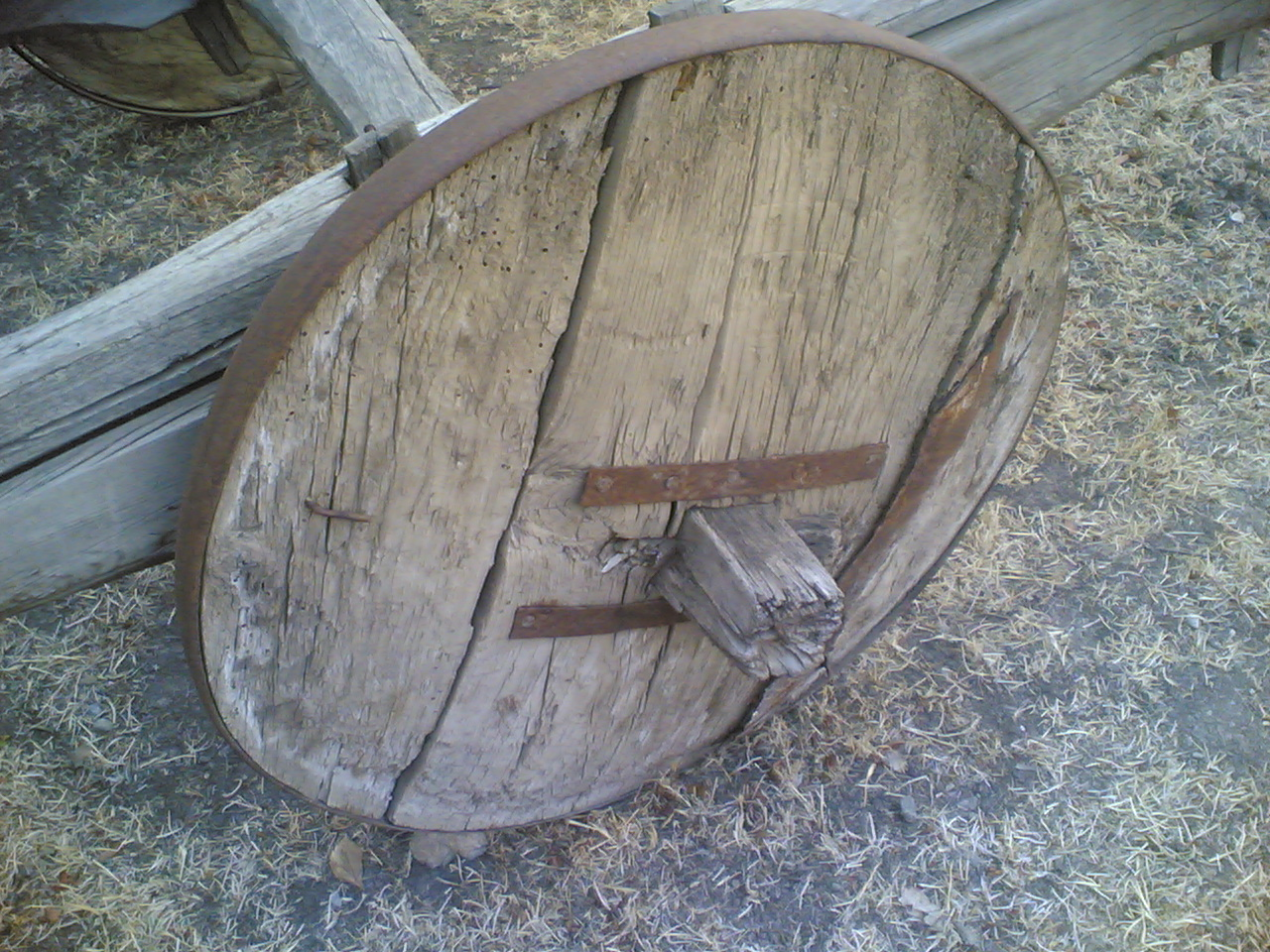
Rueda con eje solidario rotarorio, (Turquía diseño tradicional)
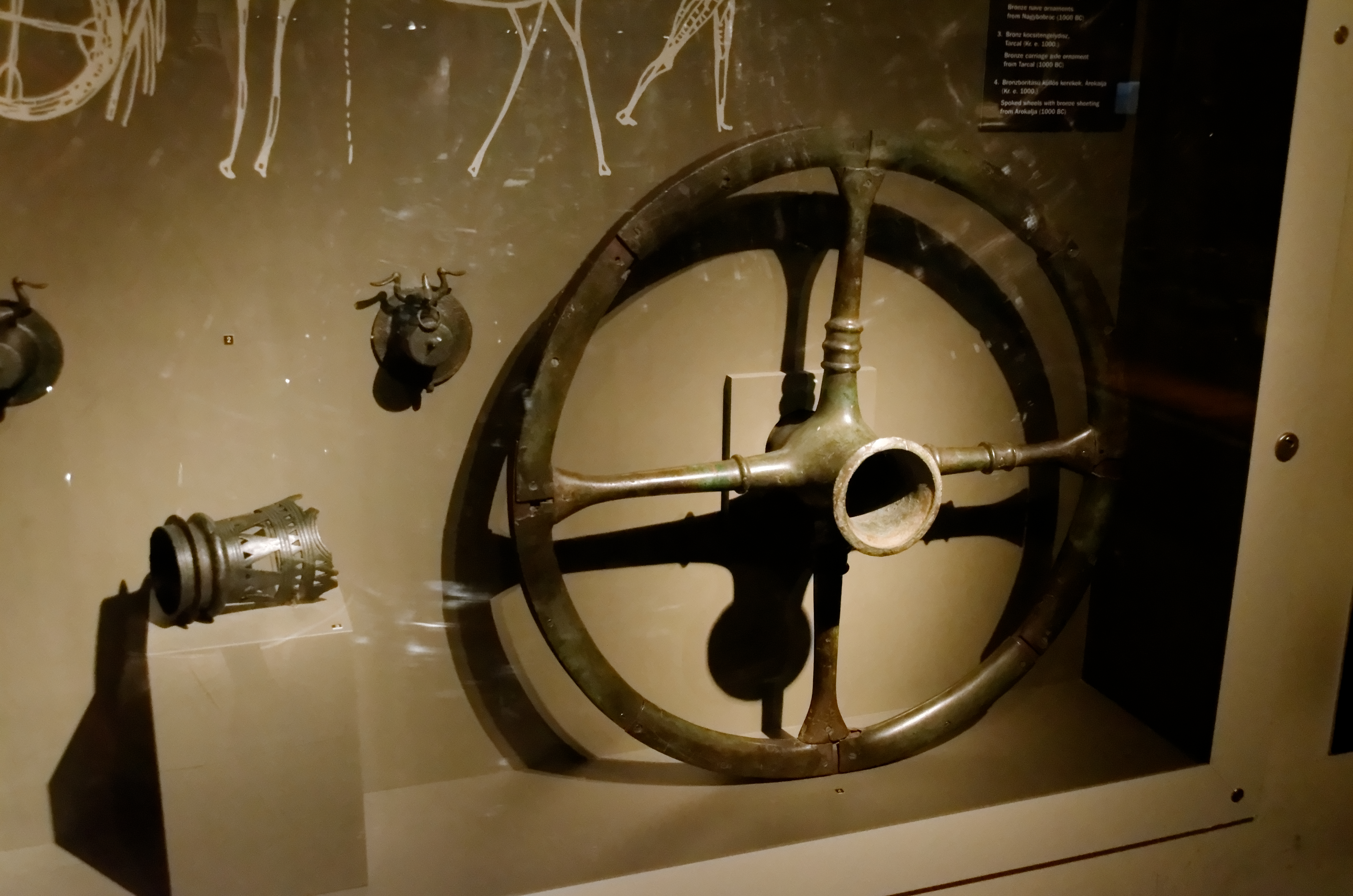
Rueda con cubo y radios de bronce Árokalja, 1000 AC.
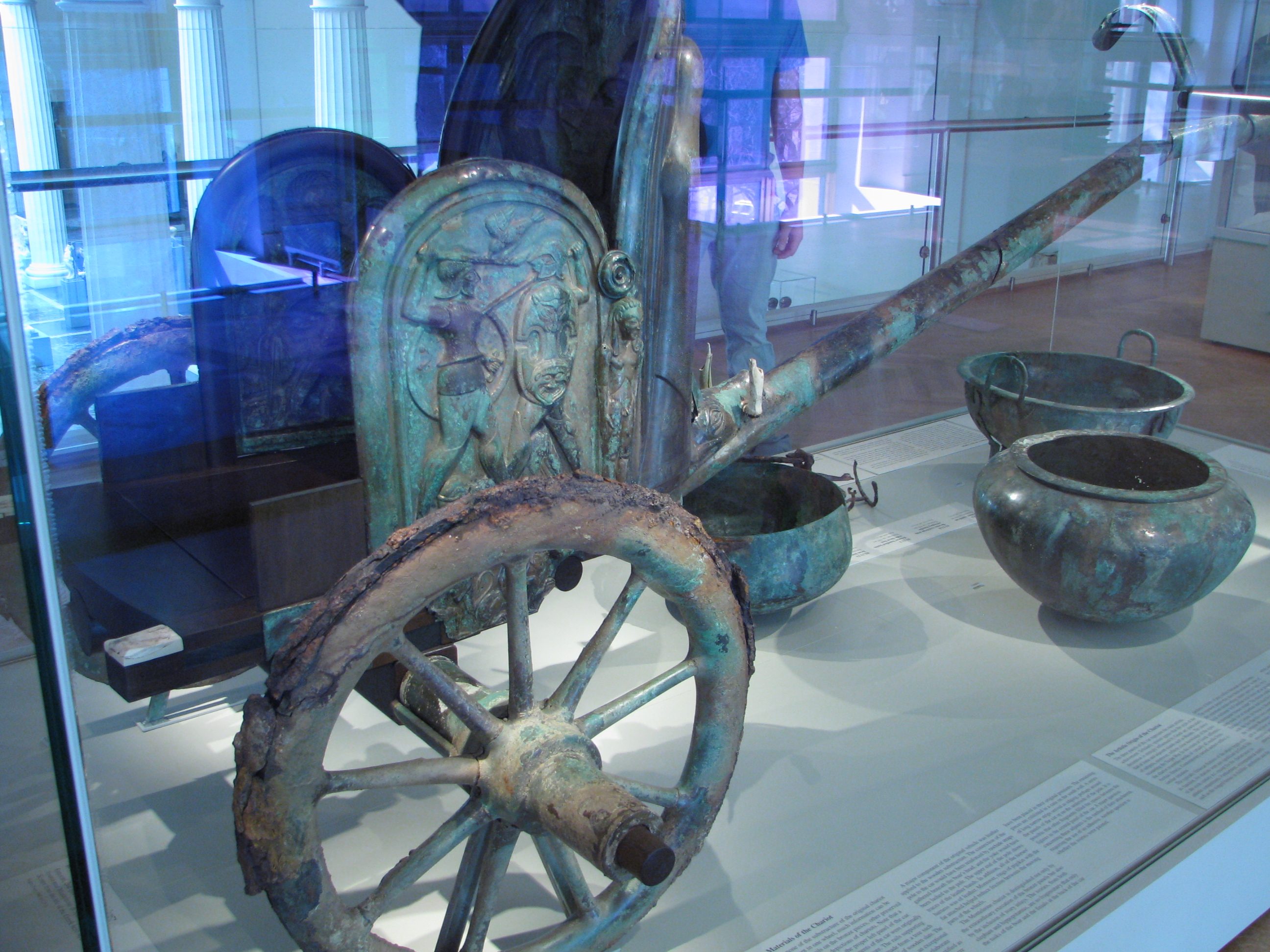
Carro etrusco de Monteleone, 650 AC
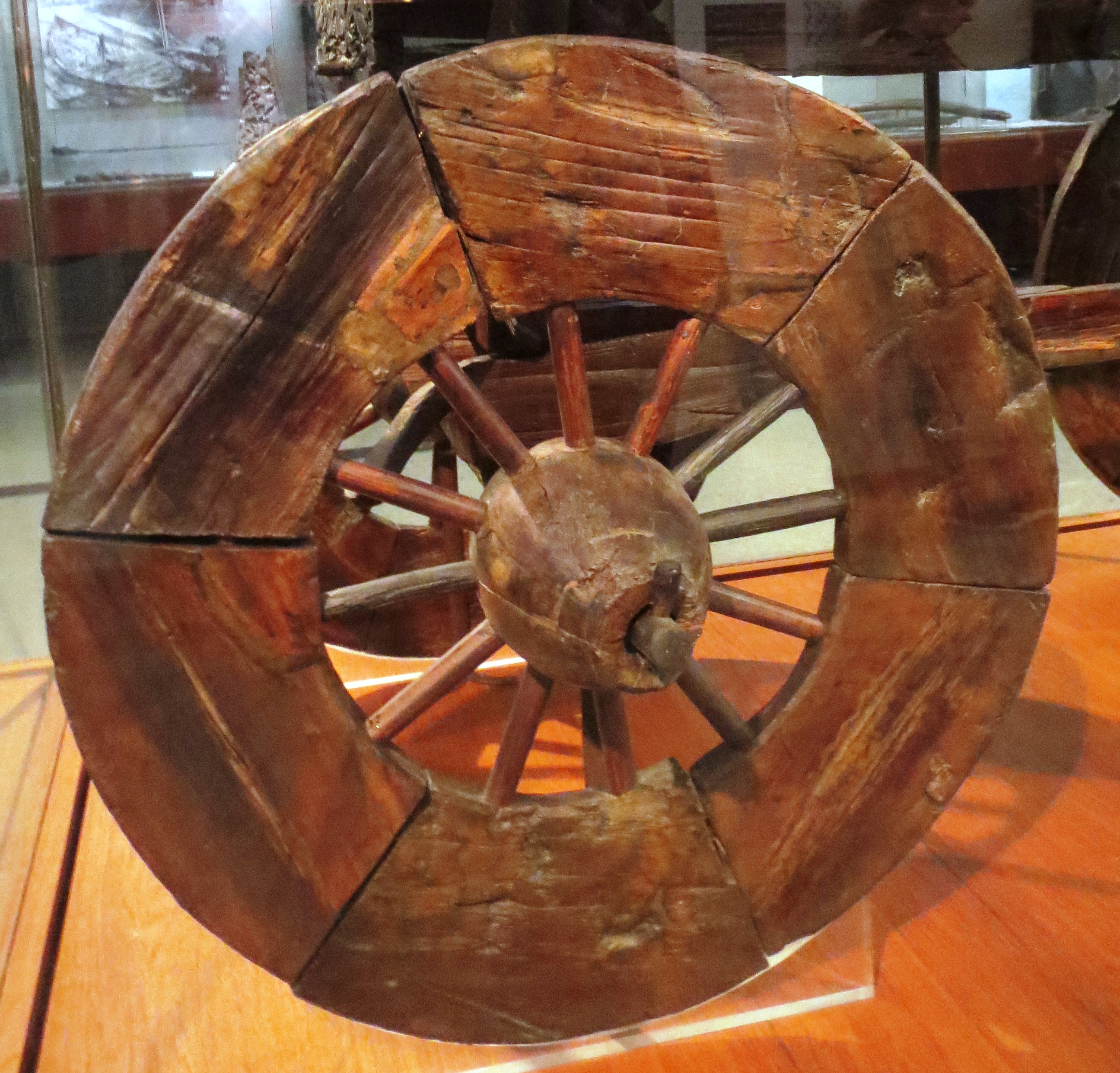
Rueda de carro funerario con cubo Hallazgo de Oseberg, 834 DC

### Ejes orientables: pivote central y rueda de dirección

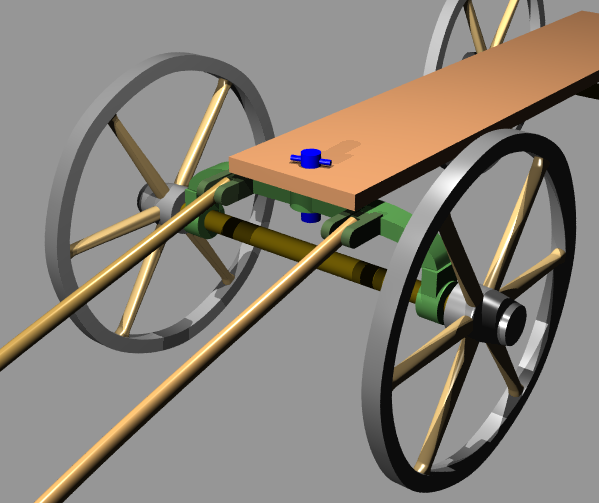
En azul: eje de un carruaje tirado por caballos.

La solución obvia para conseguir un sistema de ruedas orientables en un vehículo de dos o más ejes es permitir el giro del primer eje sobre un eje de pivote vertical o rueda de dirección -turntable o fifth wheel en inglés-. El sistema se utilizó en carros de dos ejes, de modo que los caballos podían tirar del carro desde los lados en curvas haciendo que el vehículo girase sobre su último eje.

### Vehículo articulado
Un sistema alternativo consistía en articular el propio vehículo en dos partes, cada una de las cuales estaba unida sólidamente al eje en el que se apoyaba obteniéndose un comportamiento similar al de vehículos con ejes orientables.

### Ejes orientables conbujes
Los ejes solidarios orientables ofrecen un resultado aceptable para dirigir las ruedas delanteras de un carro de dos ejes, permitiendo al animal tirar del carro desde los lados. Sin embargo no dan respuesta al problema que de cara a la estabilidad supone unir ambas ruedas, forzándolas a girar al mismo número de revoluciones.

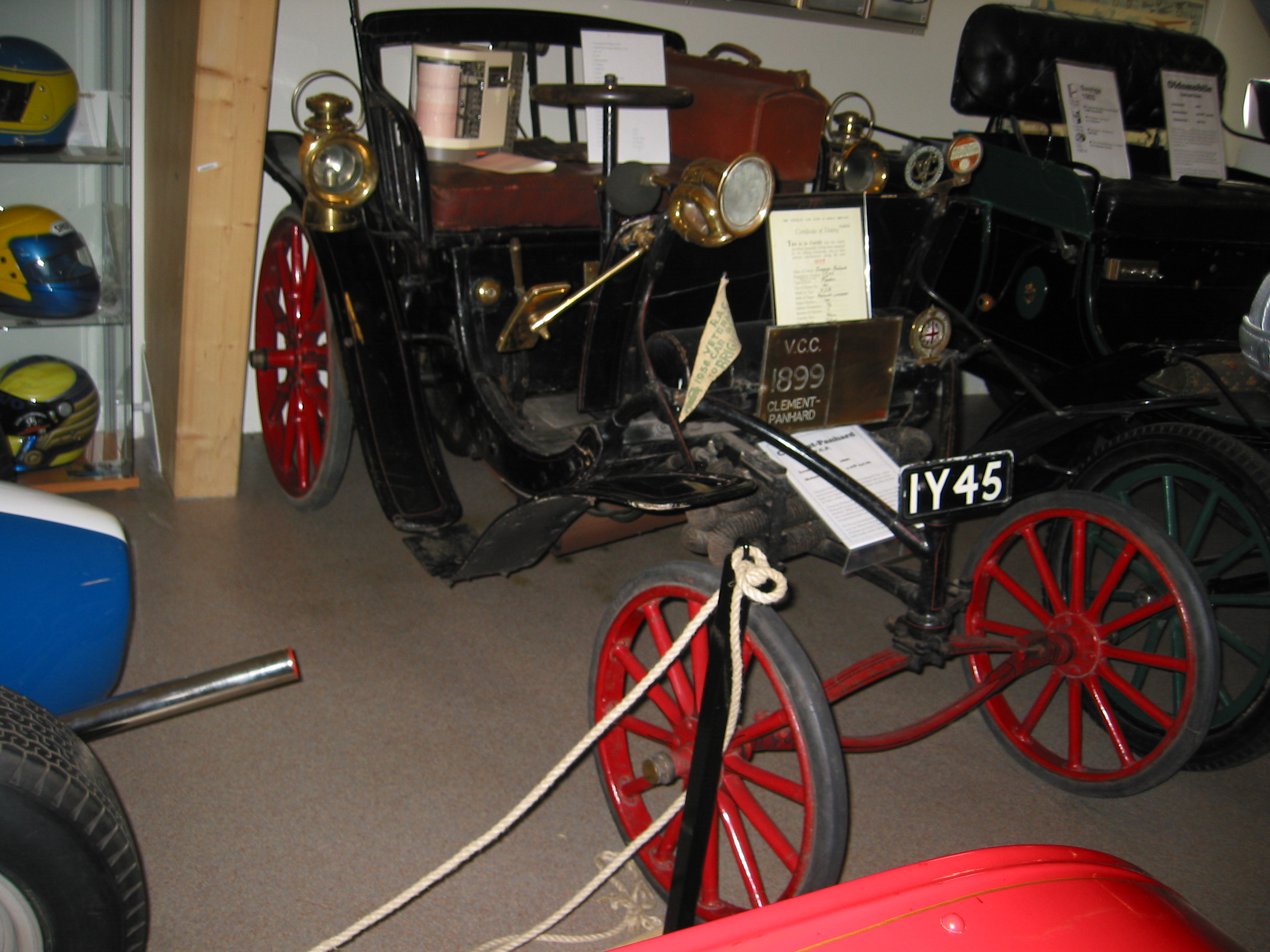
Clement-Panhard (1899) con un único eje de pivote central

En un eje formado por dos ruedas, el radio de la curva trazado por la rueda interior es más cerrado que el ángulo trazado por la exterior y por tanto la distancia recorrida por la rueda será menor. Si ambas ruedas están unidas solidamente, ninguna de las dos girará al número de revoluciones correspondiente con la distancia recorrida, de modo que cada rueda será continuamente arrastrada por la otra y el eje estará sujeto a una torsión mecánica que puede partirlo. 
La solución vino de mano de los "ejes rotos", gracias a un avance técnico -el buje-, evolución del cubo que permite a cada rueda girar libremente en sus extremos -ruedas "locas" o desacopladas (loose wheels en inglés)-, haciendo posible que el eje pueda efectuar giros tan cerrados como sea necesario. 
Las ruedas con bujes -inicialmente cojinetes lisos, con materiales como la lana impregnada en lanolina para reducir la fricción- son conocidas desde antiguo, pero a diferencia de los ejes solidarios se trataba de elementos de alta tecnología y elevadísimo precio, utilizadas casi exclusivamente en carros de guerra de dos ruedas, conocidos hoy por ser habituales en el ajuar funerario de muchos pueblos. 
Un ejemplo de este tipo de dirección lo encontramos en las sillas de ruedas, que pueden girar incluso sobre su propio eje haciendo girar una rueda principal en sentido contrario a la otra.
La combinación de estos dos avances, el eje orientable junto con las ruedas desacopladas, supuso una ventaja definitiva de cara a la estabilidad, haciendo posible por fin la aparición de vehículos rápidos de dos ejes. Esta ventaja se debe a que cuando el operador de la dirección dirige el volante o el animal de tiro hacia un punto, las dos ruedas directrices se orientan naturalmente hacia el. Esto es así porque geométricamente sus bujes están unidos sólidamente por el eje, formando una línea, que si es prolongada hasta el punto en que se corte con la prolongación del eje trasero nos dará un punto denominado centro del radio de giro, que es el punto en torno al que gira el vehículo de dos ejes. El sistema de eje roto se llegó a aplicar incluso a los primeros automóviles como el Clement-Panhard.
Sin embargo el sistema es inadecuado cuando la vía -el ancho- del eje es elevada, puesto que en curvas cerradas la batalla -o distancia entre la rueda delantera y trasera- aumentará mucho en el lado exterior de la curva disminuyendo en el interior, lo que perjudica la estabilidad y complica su interacción con un sistema de suspensión, siendo imposible utilizarse en suspensiones independientes. 
Por esta razón los vehículos de tiro rápidos como los carros de guerra solían contar con un solo eje y en muchos vehículos de motor pioneros aún se empleaban direcciones mediante una sola rueda.

### Geometría de dirección de Ackermann

Geometría de dirección de Ackermann.

Para superar los problemas inherentes a las direcciones por un solo eje surgieron las direcciones de dos semiejes o "cuadriláteros articulados".
Estos sistemas se basan en otro avance técnico, el pivote de dirección, derivado del buje que permite no solo que cada rueda pueda girar independientemente de la otra, sino también que pueda pivotar sobre su propio eje de pivote. El sistema se denomina el "cuadrilátero" porque está constituido por cuatro elementos, el eje delantero, una "barra" de dirección situada por detrás de este -habitualmente la propia cremallera- y dos "tirantes" o semiejes articulados que unen esta barra con los pivotes de dirección de cada una de las ruedas.  La geometría de dirección de Ackermann es una determinada disposición geométrica de estos cuatro elementos, descrita por primera vez por el constructor de transporte alemán "Lankensperger" en 1817 para coches de caballos y patentada por su agente en Inglaterra Rudolph Ackermann (1764-1834) en 1818. Aunque existen precedentes, como los estudios sobre sistemas de dirección mejorada para carruajes publicados por Erasmus Darwin en 1758 (ya con un eje fijo y las ruedas pivotando paralelas en torno a vástagos -spindles- interconectados), su forma definitiva no apareció hasta las patentes de Karl Benz (1893) y de Edward Butler (1897).
Diseñada en su concepción actual para lograr que la rueda interior y exterior tracen círculos de diferentes radios, el sistema original fue concebido intuitivamente para mantener las ruedas paralelas, lo que resultó ser inadecuado. El problema es que a diferencia de los sistemas basados en un único pivote de dirección central, en los que el eje se desplaza coincidiendo con el radio de la circunferencia de ambas ruedas, aquí el eje permanece fijo. Esto implica que para que ambos pivotes se orienten al centro del radio de giro, cada uno debe hacerlo en un grado ligeramente distinto del otro debido a la anchura del propio eje. De mantenerse paralelos, ninguno de los pivotes se orientaría a ese punto común sino que se dirigirían a dos puntos separados precisamente por la anchura del eje y el vehículo giraría en torno a un punto intermedio entre ambos, con el resultado de que también en este caso cada rueda será continuamente arrastrada por la otra, perjudicando la estabilidad.

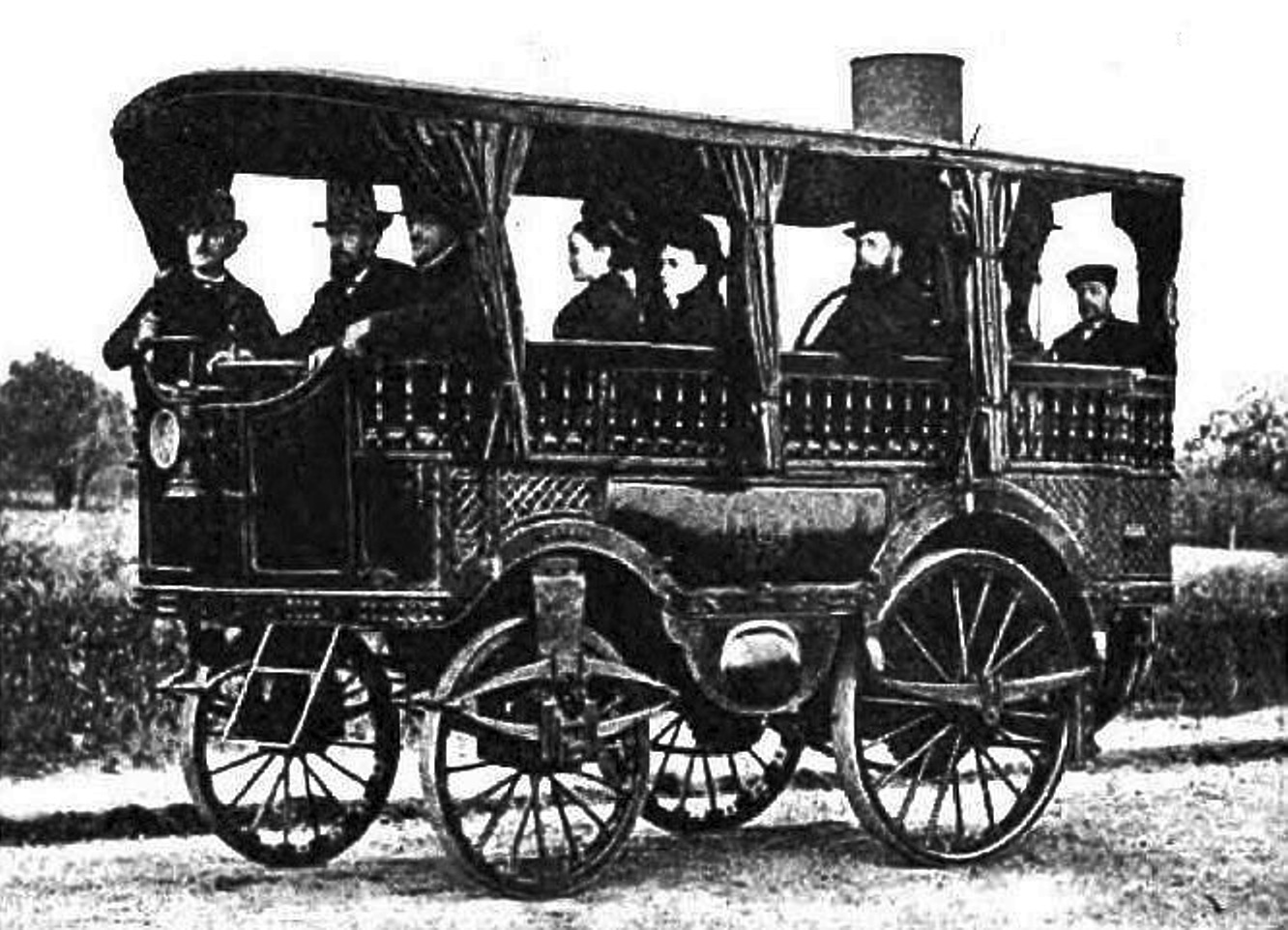
L'Obéissante - 1875

La hoy denominada geometría de Ackermann resolvió definitivamente el objetivo de alinear cada pivote con el radio de su circunferencia de una manera simple y efectiva. La solución vino de la mejora conocida como trapecio de Jeantaud, que hizo posible dirigir de modo coordinado cada rueda en la dirección elegida por el conductor, simplemente alineando los tirantes con el centro del eje trasero en lugar de ser paralelos entre sí. De este modo se lograba el objetivo de hacer que la rueda interior adoptara un ángulo más cerrado que la exterior, puesto que el tirante interior transmite un movimiento mayor que en la exterior.
Un ejemplo de temprana utilización de esta mejora se encuentra en el sistema de dirección diseñado por Onésiphore Pecqueur para L'Obéissante, vehículo de vapor de Amédée Bollée que ya contaba con suspensión independiente y dirección por cremallera.

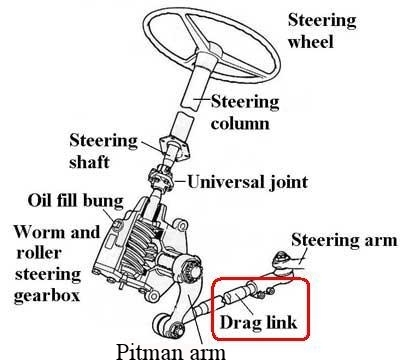
Dirección tradicional con brazo Pitman de accionamiento longitudinal en un vehículo industrial

Los vehículos actuales rara vez recurren a una geometría de Ackermann "pura", siendo habitual jugar con los ángulos de las ruedas interior y exterior para aumentar el agarre o minimizar el desgaste.

### Evolución hacia la suspensión independiente
- Sistemas de dirección en suspensiones dependientes. 

Ilustración del efecto conocido como giro inducido -bump steer/ roll steer- en un eje rígido directriz

A principios del siglo XX la geometría de dirección de ackermann se había implantado universalmente en todo tipo de vehículos, que en su gran mayoría seguían utilizando suspensiones mediante eje rígido en ambos trenes. En este tipo de suspensión delantera, hoy solo presente en vehículos industriales y algunos todo terrenos de gran tamaño, el recorrido de suspensión de cada rueda está necesariamente ligado al de la otra, por lo que la distancia entre sus pivotes de dirección no se verá afectada por el trabajo de la suspensión. Esta característica permitió la rápida difusión de las direcciones basadas en cuadriláteros articulados puesto que sin interferencia de la suspensión, el pivote de dirección trabajaba en un único grado de libertad, lo que era de crucial importancia hasta la aparición de las rótulas; el sistema constaba de:
- Los pivotes de dirección de las ruedas directrices que pivotan en torno a un eje geométrico próximo a la vertical.
- El volante y su eje (o columna de dirección)
- La caja de dirección formada por diversos mecanismos encargados de transformar el movimiento de rotación del eje del volante en movimiento de translación, generalmente hacia delante y detrás. Inicialmente no se utilizaron  cajas de dirección sino sencillos mecanismos de leva que empujaban directamente unas barras conectadas con los pivotes de dirección. Posteriormente la necesidad de multiplicar la fuerza ejercida sobre el volante, llevó a su sustitución por mecanismos de tornillo sin fin con una determinada desmultiplicación (número de vueltas de volante para realizar el recorrido de la dirección) que en sus versiones más sofisticadas utilizaban recirculación a bolas para aumentar la precisión.
- El brazo Pitman o brazo de mando engranado a la caja de dirección gira sobre su eje hacia delante o detrás al girar la dirección.
- La barra de acoplamiento  dispuesta longitudinalmente, generalmente conecta el brazo de mando con uno de los brazos de dirección sobre el que se articula de tal manera que el movimiento de translación se transforma de nuevo en movimiento rotatorio del pivote.
- Los brazos dirección o tirantes conectados a ambos pivotes y unidos entre sí por una segunda barra de acoplamiento que forma junto con el puente delantero el cuadrilátero articulado conocido como geometría de Ackermann.

- Sistemas de dirección en suspensiones independientes previos a la aparición de rótulas. 
Al hacerse patente la necesidad de un sistema de suspensión independiente en el eje directriz los constructores debieron hacer frente al desafío que suponía permitir variaciones de vía -distancia entre el centro de las dos ruedas de un eje- sin que ello afectara a la dirección. La solución consistió en dividir el mecanismo de dirección en dos partes, una sujeta a la masa suspendida del vehículo y otra a la masa no suspendida, que pudieran absorber estas diferencias.
Para ello la barra de acoplamiento -drag link- no atacaba directamente uno de los pivotes de dirección, si no a una palanca de ataque (ver ilustración) articulada sobre un sobre un punto fijado en el chasis -masa suspendida- del vehículo, de la que salían la o las semibarra(s) articuladas -steering arms- a los pivotes de dirección -masa no suspendida-  siendo el conjunto -conocido como varillaje de dirección- capaz de absorber el movimiento de la suspensión sin afectar al viraje del vehículo.
Esta solución se aplica también en vehículos con eje rígido para evitar el fenómeno conocido como "giro inducido" por el que los desplazamientos de la suspensión en su recorrido generan un movimiento parásito del sistema de dirección.
Una notable excepción a este sistema fue la suspensión Dubonnet. En este tipo de suspensión el vástago de la rueda se sitúa en el extremo de una biela que comprime un conjunto de muelle y amortiguador encapsulado en un contenedor horizontal fijado al pivote de dirección. De este modo tanto el contenedor como la biela giran con la dirección, por lo que las barras que accionaban los pivotes de dirección los atacan directamente, sin el complicado varillaje de los sistemas de la época, por lo que no están sujetas a ningún movimiento que deba absorber la suspensión.

## Técnica actual
En la actualidad el sistema de dirección empleado por prácticamente todos los turismos, vehículos industriales ligeros, todocaminos y la mayoría de los todoterrenos utiliza rótulas para conectar las manguetas con los brazos de la suspensión y con los tirantes de la dirección. Gracias a los tres grados de libertad que permiten estas uniones se puede fácilmente independizar el movimiento vertical de la suspensión del horizontal de la dirección. Estos sistemas, mucho más compactos, emplean por lo general una barra de dirección transversal e incluyen:
- Las manguetas
- El volante y la columna de dirección habitualmente articulada.
- La caja de dirección y barra de dirección en un único módulo, generalmente formado por la propia cremallera de dirección y en algunos casos por un sistema de recirculación a bolas y barra de dirección. El sistema de tornillo sin fin y barra longitudinal -brazo Pitman- solo se utiliza en vehículos pesados.
- Los brazos de acoplamiento o tirantes conectados mediante rótulas a la masa suspendida -barra de dirección o cremallera- y a la masa no suspendida -manguetas o portamanguetas-.
- Las rótulas, tipo de unión que permite independizar el movimiento vertical de la suspensión del horizontal de la dirección.

## Dirección asistida
La dirección asistida es un sistema mediante el que se reduce la fuerza (par de giro) que ha de efectuar el conductor sobre el volante de un coche para accionar la dirección.

### Funcionamiento
Cuando se giran las ruedas para cambiar la dirección del vehículo aparece una fuerza sobre el neumático que tiende a alinear la dirección de la rueda con la del vehículo. Esta fuerza se debe principalmente a la resistencia del neumático a ser deformado y la posición adelantada del centro de presiones respecto al centro de la rueda.
La función de la dirección asistida es ayudar al conductor a vencer esta fuerza. De esta forma la fuerza que deba de hacer el conductor más la que aplica la dirección serán iguales a la fuerza de autoalineamiento de la rueda:
TRueda = TAsistencia + TConductor
La fuerza de autoalineamiento o resistencia que haga la rueda dependerá del vehículo y la velocidad. A menor velocidad mayor resistencia. Una de las ventajas que aportan las direcciones electro-hidráulicas o eléctricas, es que al estar controladas electrónicamente se puede generar una asistencia variable en función de la velocidad. De esta forma se hace la conducción más cómoda.
A velocidades bajas se necesitan pares mayores para girar las ruedas, si la dirección genera más asistencia, el conductor debe aplicar menos fuerza sobre el volante, lo que resulta en un esfuerzo menor por parte del conductor. Por el contrario a velocidades mayores donde el par a aplicar es pequeño, la dirección apenas ayudará al conductor y será este el que deba hacer el esfuerzo. En este caso, si la dirección aplicara gran parte del esfuerzo necesario para girar las ruedas, el conductor debería aplicar una mínima parte, dando una sensación de inseguridad.
Este último punto es un criterio subjetivo, ya que no todos los conductores tienen las mismas preferencias. Será por tanto el fabricante del vehículo el que deba elegir el nivel o cantidad de asistencia que se dará en cada momento en función de su criterio. Niveles de asistencia bajos obligarán al conductor a un mayor esfuerzo, generalmente resultando en una conducción más incómoda o cansada. Niveles de asistencia mayores obligarán al conductor a esfuerzos menores, pero conlleva una dirección más sensible a los movimientos del conductor. Esta es una crítica que generalmente se aplica a las direcciones eléctricas, lo que se suele llamar “falta de tacto” o “que transmite poca información”.
Otra de las ventajas del control electrónico, es que se puede variar el nivel de asistencia no solo en función de la velocidad, sino también de la situación, por ejemplo diferentes programas para conducción en ciudad o carretera. Opción que se incluye por ejemplo en algunos modelos de Fiat Group Automobiles con denominación Dualdrive. Además permite implementar funciones auxiliares como la ayuda al conductor a volver a la posición central.

### Clasificación
Atendiendo al tipo de energía utilizada para proporcionar la asistencia, se pueden clasificar las direcciones asistidas en cuatro grupos:
- Vacío
- Hidráulica
- Electro-hidráulica
- Eléctrica

#### Hidráulica
Las direcciones hidráulicas fueron los primeros sistemas de dirección asistida en utilizarse junto con las de vacío, a las que terminaron por imponerse. Tradicionalmente fueron el sistema habitual en toda clase de vehículos, aunque desde hace años están siendo sustituidas por las electro-hidráulicas y eléctricas. En la actualidad apenas se montan en nuevos modelos.
La dirección hidráulica utiliza energía hidráulica para generar asistencia mediante una bomba conectada al motor. Su funcionamiento puede variar dependiendo del fabricante, pero el modelo general unifica la cremallera con un cilindro hidráulico de doble efecto para generar la asistencia. De esta forma cuando el conductor gira el volante, la válvula de control que actúa a modo de sensor y distribuidor hidráulico, permite el paso del fluido hacia uno de los lados -cámaras- del cilindro, aumentando la presión en ese lado y haciendo que el pistón se desplace, empujando la cremallera axialmente hacia el lado al que el conductor gira el volante. Una vez que el conductor deja de girar el volante, la presión se iguala y el pistón deja de ejercer fuerza sobre la cremallera.
Las direcciones hidráulicas utilizan el giro del cigüeñal para impulsar una bomba mediante una correa que proporciona presión hidráulica a un circuito cerrado. En los sistemas más habituales un limitador de presión mantiene la presión constante, aunque existieron sistemas capaces de modificar la asistencia en función de la velocidad con independencia de las revoluciones de giro del motor, como las direcciones EVO y Magnasteer  General Motors. 
En la mayoría de los sistemas, la caña de la dirección no está conectada directamente a la cremallera, sino que entre ambas se interpone la válvula de control, en cuyo interior se encuentra una varilla sometida a torsión mecánica o bien un sistema de muelles. En reposo, esta válvula de control rotativa conecta las lumbreras de los circuitos de presión hidráulica y de retorno a la bomba, de modo que no llega aceite a las cámaras del cilindro. Al girar el volante, la torsión de la varilla o la compresión de los muelles pone en comunicación los circuitos de presión y de alimentación de una de las cámaras del cilindro, que al llenarse empuja el pistón en uno u otro sentido. El sistema está tarado de modo que el desplazamiento del pistón ejerce aproximadamente el 80% de la fuerza necesaria para girar la dirección, siendo necesario que el conductor aplique la fuerza restante para mover la cremallera.
El sistema Diravi de Citroën, a diferencia de los sistemas hidráulicos convencionales, prescindía de conexión mecánica entre la caña de la dirección y la cremallera. Estaba tarada de modo que cuando la válvula de control debaba de estar sometida al par de torsión, la cámara contraria ejerciese la presión suficiente para autocentrar el volante, proporcionando un tacto exclusivamente hidráulico característico de la marca.

#### Electro-hidráulica
La dirección electro-hidráulica o EHPS (Electro-Hydraulic Powered Steering) es una evolución de la dirección hidráulica. En vez de utilizar una bomba hidráulica conectada al motor utiliza un motor eléctrico para mover la bomba hidráulica.
Su principal ventaja es que al no estar conectada al motor del vehículo evita los problemas mecánicos asociados a una transmisión por correa. Además reduce el consumo de combustible. En este caso la bomba hidráulica solo funciona cuando y al ritmo que se necesita para operar la dirección. La alimentación del motor que mueve la bomba se hace a través de la batería.
Estas ventajas frente a las hidráulicas ha hecho que las direcciones electro-hidráulicas hayan ido sustituyendo a las hidráulicas progresivamente.
El funcionamiento de una dirección electro-hidráulica es similar al de una hidráulica.

#### Eléctrica
Las direcciones eléctricas o EPS (Electrical Powered Steering) son el tipo más reciente de dirección asistida. Su nombre se debe a que utilizan un motor eléctrico para generar la asistencia en la dirección.
Su ventaja frente a las hidráulicas y electro-hidráulicas es que, al no utilizar energía hidráulica son más ligeras y simples al eliminar la instalación y bomba hidráulica.
Atendiendo al lugar donde se aplica la asistencia, las direcciones eléctricas se dividen:
- Column drive: aplica la asistencia en la columna de dirección.
- Pinion drive: aplica la asistencia en el piñón de la dirección.
- Rack drive: aplica la asistencia en la cremallera de la dirección.

## 4 ruedas directrices (4RD)
Para mejorar la capacidad de control de un vehículo de cuatro ruedas es fácil comprender las ventajas que proporciona un sistema de dirección a las cuatro ruedas o incluso un sistema con dirección y tracción a todas las ruedas, como los que se desarrollaron para algunos tractores militares ya en la Primera Guerra Mundial.
Las cuatro ruedas pueden ser dirigidas en direcciones opuestas en la misma curva (permitiendo reducir el radio de giro del vehículo) o en la misma dirección (aumentando la capacidad de maniobra de algunos vehículos agrícolas y de mantenimiento hasta el punto de permitir desplazamientos laterales o "en cangrejo") por lo que es utilizado desde antiguo en vehículos industriales.

### Automóviles de pasajeros
En automóviles de pasajeros hay que remontarse a 1987 para encontrar su primera aplicación en serie, cuando Honda propuso un sistema de este tipo en su Honda Prelude, forzando a otros fabricantes a considerar viable la innovación. Entre las ventajas que aporta, la mejora del comportamiento a alta velocidad parecía la más prometedora pues una dirección en ambos ejes permite un desplazamiento con una velocidad lateral de guiñada menor que en un vehículo normal. Algunos fabricantes como Mazda, Toyota o Mitsubishi propusieron sistemas opcionales de accionamiento hidráulico, mientras que Honda permaneció fiel a un sistema totalmente mecánico capaz de adaptarse a la velocidad del vehículo. El éxito no fue el esperado debido a que el comportamiento del vehículo fue considerado como "extraño" a pesar de sus cualidades.
En 1991, Honda introduce la gestión electrónica en el nuevo Honda Prelude. Esta vez el sistema (basado en el ángulo y la velocidad de giro del volante) era gestionado de un modo totalmente electrónico, consiguiéndose un tacto de conducción que sin dejar de ser eficiente, despejaba el comportamiento algo confuso de la primera generación, empleándose en generaciones posteriores del modelo Prelude hasta su desaparición en 2001. 
Otros fabricantes utilizan variantes del sistema electrónico en vehículos de gama alta y algunos vehículos 4x4. En 2008 Renault desarrolló un sistema de dirección activa para el Renault Laguna III que trabajaba conjuntamente con el ESP denominado inicialmente "Active Drive" y posteriormente "4Control". El sistema permitía mediante un calculador electrónico y un servoactuador girar las ruedas traseras hasta 3,5º hasta los 60 km/h, velocidad a partir de la cual comenzaban a girar en el mismo sentido que las delanteras. El fabricante BMW introdujo su propio sistema en el BMW Serie 7 de 2009 en combinación con la tracción total. 
En cambio, en el mundo de la competición su uso está muy restringido y pese a considerarse extremadamente eficaz por algunos conductores de rally, no está permitido en Fórmula 1. 
En la actualidad se utilizan más comúnmente sistemas de dirección pasiva basados en la inducción de ángulos de convergencia y caída en las ruedas traseras mediante la geometría de las suspensiones multibrazo.